# Odontomyia confusa
Odontomyia confusa är en tvåvingeart som först beskrevs av Rossi 1794.  Odontomyia confusa ingår i släktet Odontomyia och familjen vapenflugor.
Artens utbredningsområde är Italien. Inga underarter finns listade i Catalogue of Life.